# Uruguay en la Copa Mundial de Fútbol
La Selección de Uruguay ha disputado un total de 14 ediciones de la Copa Mundial de Fútbol hasta el Mundial de Catar 2022. Hasta el momento disputó 59 partidos, de los cuales ganó 25, empató 13 y perdió 21.
El máximo goleador de la selección celeste en los Mundiales es Óscar Míguez con 8 goles, quien anotó en los Mundiales de 1950 y 1954.
Por otro lado, el jugador que más partidos disputó es actualmente Edinson Cavani con 17, en los Mundiales de 2010, 2014, 2018 y 2022.

## Estadísticas por ediciones

### Partidos
| 18 de julio de 1930, 14:30 | Uruguay           | 1:0 (0:0) | Perú | Estadio Centenario, Montevideo                            |                                                           |
|                            | Héctor Castro 60' | Reporte   |      | Asistencia: 57.735 espectadores Árbitro(s): Jean Langenus | Asistencia: 57.735 espectadores Árbitro(s): Jean Langenus |

| 21 de julio de 1930, 14:50 | Uruguay                                                                                | 4:0 (4:0) | Rumania | Estadio Centenario, Montevideo                           |                                                          |
|                            | Pablo Dorado 7' · Héctor Scarone 24' · Juan Peregrino Anselmo 30' · José Pedro Cea 35' | Reporte   |         | Asistencia: 70.022 espectadores Árbitro(s): Almeida Rego | Asistencia: 70.022 espectadores Árbitro(s): Almeida Rego |

| 27 de julio de 1930, 14:45 | Uruguay                                                                                        | 6:1 (3:1) | Yugoslavia           | Estadio Centenario, Montevideo                           |                                                          |
|                            | José Pedro Cea 18', 67', 72' · Juan Peregrino Anselmo 20', 31' · Victoriano Santos Iriarte 61' | Reporte   | Đorđe Vujadinović 4' | Asistencia: 79 867 espectadores Árbitro(s): Almeida Rego | Asistencia: 79 867 espectadores Árbitro(s): Almeida Rego |

| 30 de julio de 1930, 14:15                                                                | Uruguay                                                                            | 4:2 (1:2) | Argentina                                   | Estadio Centenario, Montevideo                            |                                                           |
|                                                                                           | Pablo Dorado 12' · José Pedro Cea 57' · Victoriano Iriarte 68' · Héctor Castro 89' | Reporte   | Carlos Peucelle 20' · Guillermo Stábile 37' | Asistencia: 68 346 espectadores Árbitro(s): Jean Langenus | Asistencia: 68 346 espectadores Árbitro(s): Jean Langenus |
| Uruguay es el primer campeón del mundo. Fue el primer campeón que ganó todos sus partidos |                                                                                    |           |                                             |                                                           |                                                           |

| 2 de julio de 1950, 15:00 | Uruguay | 8:0 (4:0) | Bolivia | Estádio Independência, Belo Horizonte                    |                                                          |
|                           | Óscar Míguez 14', 40', 51' · Ernesto Vidal 18' · Juan Alberto Schiaffino 23', 54' · Julio Pérez 83' · Alcides Ghiggia 87' | Reporte   |         | Asistencia: 5.284 espectadores Árbitro(s): George Reader | Asistencia: 5.284 espectadores Árbitro(s): George Reader |

| 9 de julio de 1950, 15:00 | Uruguay                                  | 2:2 (1:2) | España                     | Estádio do Pacaembu, São Paulo                                 |                                                                |
|                           | Alcides Ghiggia 29' · Obdulio Varela 73' | Reporte   | Estanislao Basora 37', 39' | Asistencia: 44.802 espectadores Árbitro(s): Benjamin Griffiths | Asistencia: 44.802 espectadores Árbitro(s): Benjamin Griffiths |

| 13 de julio de 1950, 15:00 | Uruguay                                     | 3:2 (1:2) | Suecia                                   | Estádio do Pacaembu, São Paulo                              |                                                             |
|                            | Alcides Ghiggia 39' · Óscar Míguez 77', 85' | Reporte   | Karl-Erik Palmér 5' · Stig Sundqvist 40' | Asistencia: 7.987 espectadores Árbitro(s): Giovanni Galeati | Asistencia: 7.987 espectadores Árbitro(s): Giovanni Galeati |

| 16 de julio de 1950, 15:00 | Brasil     | 1:2 (0:0) | Uruguay                                           | Estádio Maracaná, Río de Janeiro                           |                                                            |
| | Friaça 47' | Reporte   | Juan Alberto Schiaffino 65' · Alcides Ghiggia 79' | Asistencia: 173.850 espectadores Árbitro(s): George Reader | Asistencia: 173.850 espectadores Árbitro(s): George Reader |
| Para este partido véase Maracanazo. Alcides Ghiggia fue el primer jugador en marcar en todos los partidos, disputados hasta el final del torneo. |            |           |                                                   |                                                            |                                                            |

| 16 de junio de 1954 | Uruguay                                        | 2:0 (0:0) | Checoslovaquia | Wankdorfstadion, Berna                                   |                                                          |
|                     | Óscar Míguez 72' · Juan Alberto Schiaffino 81' | Reporte   |                | Asistencia: 20.500 espectadores Árbitro(s): Arthur Ellis | Asistencia: 20.500 espectadores Árbitro(s): Arthur Ellis |

| 19 de junio de 1954 | Uruguay                                                                            | 7:0 (2:0) | Escocia | St. Jakob Park, Basilea                                       |                                                               |
|                     | Carlos Borges 17', 47', 57' · Óscar Míguez 30', 83' · Julio César Abbadie 54', 85' | Reporte   |         | Asistencia: 43.000 espectadores Árbitro(s): Vicenzo Orlandini | Asistencia: 43.000 espectadores Árbitro(s): Vicenzo Orlandini |

| 26 de junio de 1954 | Uruguay                                                                                  | 4:2 (2:1) | Inglaterra                                  | St. Jakob Park, Basilea                                             |                                                                     |
|                     | Carlos Borges 5' · Obdulio Varela 44' · Juan Alberto Schiaffino 47' · Javier Ambrois 78' | Reporte   | Nathaniel Lofthouse 16' · Thomas Finney 67' | Asistencia: 50.000 espectadores Árbitro(s): Erich Steiner (Austria) | Asistencia: 50.000 espectadores Árbitro(s): Erich Steiner (Austria) |

| 30 de junio de 1954                                | Hungría                                                             | 4:2 (2:2, 1:0) (t. s.) | Uruguay                       | Stade de La Pontaise, Lausana                                        |                                                                      |
|                                                    | Zoltan Czibor 12' · Nandor Hidegkuti 47' · Sandor Kocsis 109', 116' | Reporte                | Juan Eduardo Hohberg 75', 86' | Asistencia: 37.000 espectadores Árbitro(s): Mervyn Griffiths (Gales) | Asistencia: 37.000 espectadores Árbitro(s): Mervyn Griffiths (Gales) |
| Primera derrota de Uruguay en todos los Mundiales. |                                                                     |                        |                               |                                                                      |                                                                      |

| 3 de julio de 1954 | Austria                                                | 3:1 (1:1) | Uruguay                  | Hardturm-Stadion, Zúrich                                            |                                                                     |
|                    | Ernst Stojaspal 16' · Luis Cruz 59' · Ernst Ocwirk 89' | Reporte   | Juan Eduardo Hohberg 22' | Asistencia: 35.000 espectadores Árbitro(s): Raymon Wyssling (Suiza) | Asistencia: 35.000 espectadores Árbitro(s): Raymon Wyssling (Suiza) |

| 30 de mayo de 1962, 15:00                                                | Uruguay                           | 2:1 (0:1) | Colombia              | Estadio Carlos Dittborn, Arica                          |                                                         |
|                                                                          | José Sasía 56' · Luis Cubilla 75' | Reporte   | Francisco Zuluaga 19' | Asistencia: 7.908 espectadores Árbitro(s): Andor Dorogi | Asistencia: 7.908 espectadores Árbitro(s): Andor Dorogi |
| Francisco Zuluaga anotó el primer gol de Colombia en una Copa del Mundo. |                                   |           |                       |                                                         |                                                         |

| 2 de junio de 1962, 15:00 | Yugoslavia                                                | 3:1 (2:1) | Uruguay                 | Estadio Carlos Dittborn, Arica                         |                                                        |
|                           | Josip Skoblar 25' · Milan Galić 29' · Dražan Jerković 88' | Reporte   | Ángel Rubén Cabrera 19' | Asistencia: 8.829 espectadores Árbitro(s): Karol Galba | Asistencia: 8.829 espectadores Árbitro(s): Karol Galba |

| 6 de junio de 1962, 15:00 | Unión Soviética                           | 2:1 (1:0) | Uruguay        | Estadio Carlos Dittborn, Arica                          |                                                         |
|                           | Aleksei Mamykin 38' · Valentín Ivanov 89' | Reporte   | José Sasía 54' | Asistencia: 9.973 espectadores Árbitro(s): Cesare Jonni | Asistencia: 9.973 espectadores Árbitro(s): Cesare Jonni |

| 11 de julio de 1966, 19:30 | Inglaterra | 0:0     | Uruguay | Estadio de Wembley, Londres                              |                                                          |
|                            |            | Reporte |         | Asistencia: 87.000 espectadores Árbitro(s): Istvan Zsolt | Asistencia: 87.000 espectadores Árbitro(s): Istvan Zsolt |

| 15 de julio de 1966, 19:30 | Uruguay                                           | 2:1 (2:1) | Francia                 | Estadio de White City, Londres                          |                                                         |
|                            | Pedro Virgilio Rocha 26' · Julio César Cortés 31' | Reporte   | Hector de Bourgoing 15' | Asistencia: 45.000 espectadores Árbitro(s): Karol Galba | Asistencia: 45.000 espectadores Árbitro(s): Karol Galba |

| 19 de julio de 1966, 16:30 | Uruguay | 0:0     | México | Estadio de Wembley, Londres                               |                                                           |
|                            |         | Reporte |        | Asistencia: 61.000 espectadores Árbitro(s): Bertil Loeoew | Asistencia: 61.000 espectadores Árbitro(s): Bertil Loeoew |

| 23 de julio de 1966, 15:00 | Alemania Federal                                            | 4:0 (1:0) | Uruguay | Estadio Hillsborough, Sheffield                                       |                                                                       |
|                            | Helmut Haller 11', 83' · Franz Beckenbauer 70' · Seeler 75' | Reporte   |         | Asistencia: 40.007 espectadores Árbitro(s): James Finney (Inglaterra) | Asistencia: 40.007 espectadores Árbitro(s): James Finney (Inglaterra) |

| 2 de junio de 1970, 16:00 | Uruguay                                   | 2:0 (1:0) | Israel | Estadio Cuauhtémoc, Puebla                                  |                                                             |
|                           | Ildo Maneiro 23' · Juan Martín Mugica 50' | Reporte   |        | Asistencia: 20.654 espectadores Árbitro(s): Robert Davidson | Asistencia: 20.654 espectadores Árbitro(s): Robert Davidson |

| 6 de junio de 1970, 16:00 | Uruguay | 0:0     | Italia | Estadio Cuauhtémoc, Puebla                                |                                                           |
|                           |         | Reporte |        | Asistencia: 29.968 espectadores Árbitro(s): Rudi Glöckner | Asistencia: 29.968 espectadores Árbitro(s): Rudi Glöckner |

| 10 de junio de 1970, 16:00 | Suecia        | 1:0 (0:0) | Uruguay | Estadio Cuauhtémoc, Puebla                                 |                                                            |
|                            | Ove Grahn 90' | Reporte   |         | Asistencia: 18.163 espectadores Árbitro(s): Henry Landauer | Asistencia: 18.163 espectadores Árbitro(s): Henry Landauer |

| 14 de junio de 1970, 12:00 | Uruguay               | 1:0 (0:0, 0:0) (t. s.) | Unión Soviética | Estadio Azteca, Ciudad de México                               |                                                                |
|                            | Víctor Espárrago 117' | Reporte                |                 | Asistencia: 26.086 espectadores Árbitro(s): Laurens van Ravens | Asistencia: 26.086 espectadores Árbitro(s): Laurens van Ravens |

| 17 de junio de 1970, 16:00 | Brasil                                               | 3:1 (1:1) | Uruguay          | Estadio Jalisco, Guadalajara                                 |                                                              |
|                            | Clodoaldo 44' · Jairzinho 76' · Roberto Rivelino 89' | Reporte   | Luis Cubilla 19' | Asistencia: 51.261 espectadores Árbitro(s): José María Ortiz | Asistencia: 51.261 espectadores Árbitro(s): José María Ortiz |

| 20 de junio de 1970, 16:00 | Alemania Federal     | 1:0 (1:0) | Uruguay | Estadio Azteca, Ciudad de México                               |                                                                |
|                            | Wolfgang Overath 26' | Reporte   |         | Asistencia: 104.403 espectadores Árbitro(s): Antonio Sbardella | Asistencia: 104.403 espectadores Árbitro(s): Antonio Sbardella |

| 15 de junio de 1974, 16:00 | Uruguay | 0:2 (0:1) | Países Bajos        | Niedersachsenstadion, Hannover                             |                                                            |
|                            |         | Reporte   | Johnny Rep 16', 86' | Asistencia: 55.100 espectadores Árbitro(s): Karoly Palotai | Asistencia: 55.100 espectadores Árbitro(s): Karoly Palotai |

| 19 de junio de 1974, 19:30 | Bulgaria         | 1:1 (0:0) | Uruguay            | Niedersachsenstadion, Hannover                          |                                                         |
|                            | Hristo Bonev 75' | Reporte   | Ricardo Pavoni 87' | Asistencia: 13.400 espectadores Árbitro(s): Jack Taylor | Asistencia: 13.400 espectadores Árbitro(s): Jack Taylor |

| 23 de junio de 1974, 16:00 | Suecia                                      | 3:0 (0:0) | Uruguay | Rheinstadion, Düsseldorf                                   |                                                            |
|                            | Ralf Edstrom 46', 77' · Roland Sandberg 74' | Reporte   |         | Asistencia: 28.300 espectadores Árbitro(s): Erich Linemayr | Asistencia: 28.300 espectadores Árbitro(s): Erich Linemayr |

| 4 de junio de 1986, 12:00 | Uruguay              | 1:1 (1:0) | Alemania Federal | Estadio La Corregidora, Querétaro                            |                                                              |
|                           | Antonio Alzamendi 4' | Reporte   | Klaus Allofs 84' | Asistencia: 30.500 espectadores Árbitro(s): Vojtech Christov | Asistencia: 30.500 espectadores Árbitro(s): Vojtech Christov |

| 8 de junio de 1986, 16:00                                 | Dinamarca                                                                              | 6:1 (2:1) | Uruguay              | Estadio Neza 86, Ciudad Nezahualcóyotl                              |                                                                     |
|                                                           | Elkjær Larsen 11', 67', 80' · Søren Lerby 41' · Michael Laudrup 52' · Jesper Olsen 88' | Reporte   | Enzo Francescoli 45' | Asistencia: 26.500 espectadores Árbitro(s): Antonio Márquez Ramírez | Asistencia: 26.500 espectadores Árbitro(s): Antonio Márquez Ramírez |
| Esta es la peor derrota de Uruguay en una Copa del Mundo. |                                                                                        |           |                      |                                                                     |                                                                     |

| 13 de junio de 1986, 12:00 | Escocia | 0:0     | Uruguay | Estadio Neza 86, Ciudad Nezahualcóyotl                   |                                                          |
| |         | Reporte |         | Asistencia: 20.000 espectadores Árbitro(s): Joël Quiniou | Asistencia: 20.000 espectadores Árbitro(s): Joël Quiniou |
| El lateral José Batista es el jugador en ser expulsado de manera temprana en la historia de los Mundiales, a los 50 segundos de haberse iniciado este partido. |         |         |         |                                                          |                                                          |

| 16 de junio de 1986, 16:00 | Argentina          | 1:0 (1:0) | Uruguay | Estadio Cuauhtémoc, Puebla                                |                                                           |
|                            | Pedro Pasculli 42' | Reporte   |         | Asistencia: 26.000 espectadores Árbitro(s): Luigi Agnolin | Asistencia: 26.000 espectadores Árbitro(s): Luigi Agnolin |

| 13 de junio de 1990, 17:00 | Uruguay | 0:0     | España | Stadio Friuli, Udine                                    |                                                         |
|                            |         | Reporte |        | Asistencia: 35.713 espectadores Árbitro(s): Helmut Kohl | Asistencia: 35.713 espectadores Árbitro(s): Helmut Kohl |

| 17 de junio de 1990, 21:00 | Bélgica                                                | 3:1 (2:0) | Uruguay              | Stadio Marcantonio Bentegodi, Verona                           |                                                                |
|                            | Leo Clijsters 16' · Enzo Scifo 22' · Jan Ceulemans 48' | Reporte   | Pablo Bengoechea 74' | Asistencia: 33.759 espectadores Árbitro(s): Siegfried Kirschen | Asistencia: 33.759 espectadores Árbitro(s): Siegfried Kirschen |

| 21 de junio de 1990, 17:00 | Corea del Sur | 0:1 (0:0) | Uruguay            | Stadio Friuli, Udine                                      |                                                           |
|                            |               | Reporte   | Daniel Fonseca 90' | Asistencia: 29.039 espectadores Árbitro(s): Tullio Lanese | Asistencia: 29.039 espectadores Árbitro(s): Tullio Lanese |

| 25 de junio de 1990, 21:00 | Italia                                    | 2:0 (0:0) | Uruguay | Stadio Olimpico di Roma, Roma                               |                                                             |
|                            | Salvatore Schillaci 65' · Aldo Serena 85' | Reporte   |         | Asistencia: 73.303 espectadores Árbitro(s): George Courtney | Asistencia: 73.303 espectadores Árbitro(s): George Courtney |

| 1 de junio de 2002, 18:00 | Uruguay             | 1:2 (0:1) | Dinamarca                  | Estadio Munsu, Ulsan                                  |                                                       |
|                           | Darío Rodríguez 47' | Reporte   | Jon Dahl Tomasson 45', 83' | Asistencia: 30.157 espectadores Árbitro(s): Saad Mane | Asistencia: 30.157 espectadores Árbitro(s): Saad Mane |

| 6 de junio de 2002, 20:30 | Francia | 0:0     | Uruguay | Estadio Asiad Main, Busán                                     |                                                               |
|                           |         | Reporte |         | Asistencia: 38.289 espectadores Árbitro(s): Felipe Ramos Rizo | Asistencia: 38.289 espectadores Árbitro(s): Felipe Ramos Rizo |

| 11 de junio de 2002, 15:30                                         | Senegal                                        | 3:3 (3:0) | Uruguay                                                    | Estadio Mundialista, Suwon                               |                                                          |
|                                                                    | Khalilou Fadiga 20' · Papa Bouba Diop 26', 38' | Reporte   | Richard Morales 46' · Diego Forlán 69' · Álvaro Recoba 88' | Asistencia: 33.681 espectadores Árbitro(s): Jan Webereff | Asistencia: 33.681 espectadores Árbitro(s): Jan Webereff |
| Primera clasificación de Senegal a una segunda fase de un Mundial. |                                                |           |                                                            |                                                          |                                                          |

| 11 de junio de 2010, 20:30 | Uruguay | 0:0     | Francia | Estadio Green Point, Ciudad del Cabo                         |                                                              |
|                            |         | Reporte |         | Asistencia: 64.100 espectadores Árbitro(s): Yūichi Nishimura | Asistencia: 64.100 espectadores Árbitro(s): Yūichi Nishimura |

| 16 de junio de 2010, 20:30 | Sudáfrica | 0:3 (0:1) | Uruguay                                     | Estadio Loftus Versfeld, Pretoria                           |                                                             |
|                            |           | Reporte   | Diego Forlán 24' 80' · Álvaro Pereira 90+5' | Asistencia: 42.658 espectadores Árbitro(s): Massimo Busacca | Asistencia: 42.658 espectadores Árbitro(s): Massimo Busacca |

| 22 de junio de 2010, 16:00 | México | 0:1 (0:1) | Uruguay         | Estadio Royal Bafokeng, Rustenburg                        |                                                           |
|                            |        | Reporte   | Luis Suárez 43' | Asistencia: 33.425 espectadores Árbitro(s): Viktor Kassai | Asistencia: 33.425 espectadores Árbitro(s): Viktor Kassai |

| 26 de junio de 2010, 16:00 | Uruguay             | 2:1 (1:0) | Corea del Sur      | Estadio Nelson Mandela Bay, Puerto Elizabeth               |                                                            |
|                            | Luis Suárez 8', 80' | Reporte   | Lee Chung-Yong 68' | Asistencia: 30.597 espectadores Árbitro(s): Wolfgang Stark | Asistencia: 30.597 espectadores Árbitro(s): Wolfgang Stark |

| 2 de julio de 2010, 20:30 | Uruguay                                          | 1:1 (1:1, 0:1) (t. s.)(4:2 p.) | Ghana                            | Estadio Soccer City, Johannesburgo                               |                                                                  |
|                           | Diego Forlán 55'                                 | Reporte                        | Sulley Muntari 45+2'             | Asistencia: 84.017 espectadores Árbitro(s): Olegário Benquerença | Asistencia: 84.017 espectadores Árbitro(s): Olegário Benquerença |
|                           |                                                  | Tiros desde el punto penal     |                                  |                                                                  |                                                                  |
|                           | Forlán · Victorino · Scotti · M. Pereira · Abreu |                                | Gyan · Appiah · Mensah · Adiyiah |                                                                  |                                                                  |

| 6 de julio de 2010, 20:30 | Uruguay                                      | 2:3 (1:1) | Países Bajos                                                          | Estadio Green Point, Ciudad del Cabo                        |                                                             |
|                           | Diego Forlán 41' · Maximiliano Pereira 90+2' | Reporte   | Giovanni van Bronckhorst 18' · Wesley Sneijder 70' · Arjen Robben 73' | Asistencia: 62.479 espectadores Árbitro(s): Ravshan Irmatov | Asistencia: 62.479 espectadores Árbitro(s): Ravshan Irmatov |

| 10 de julio de 2010, 20:30 | Uruguay                               | 2:3 (1:1) | Alemania                                                  | Estadio Nelson Mandela Bay, Puerto Elizabeth                  |                                                               |
|                            | Edinson Cavani 28' · Diego Forlán 51' | Reporte   | Thomas Müller 19' · Marcell Jansen 56' · Sami Khedira 82' | Asistencia: 36.254 espectadores Árbitro(s): Armando Archundia | Asistencia: 36.254 espectadores Árbitro(s): Armando Archundia |

| 14 de junio de 2014, 16:00 | Uruguay            | 1:3 (1:0) | Costa Rica                                              | Estadio Castelão, Fortaleza                             |                                                         |
|                            | Edinson Cavani 24' | Reporte   | Joel Campbell 54' · Óscar Duarte 57' · Marcos Ureña 84' | Asistencia: 58.679 espectadores Árbitro(s): Felix Brych | Asistencia: 58.679 espectadores Árbitro(s): Felix Brych |

| 19 de junio de 2014, 16:00 | Uruguay              | 2:1 (1:0) | Inglaterra       | Arena de São Paulo, São Paulo                              |                                                            |
|                            | Luis Suárez 38', 85' | Reporte   | Wayne Rooney 75' | Asistencia: 62.575 espectadores Árbitro(s): Carlos Velasco | Asistencia: 62.575 espectadores Árbitro(s): Carlos Velasco |

| 24 de junio de 2014, 13:00                          | Italia | 0:1 (0:0) | Uruguay         | Estadio das Dunas, Natal                                    |                                                             |
|                                                     |        | Reporte   | Diego Godín 82' | Asistencia: 39.706 espectadores Árbitro(s): Marco Rodríguez | Asistencia: 39.706 espectadores Árbitro(s): Marco Rodríguez |
| Véase «La sanción a Luis Suárez» para más detalles. |        |           |                 |                                                             |                                                             |

| 28 de junio de 2014, 17:00                                          | Colombia                 | 2:0 (1:0) | Uruguay | Estadio Maracaná, Río de Janeiro                          |                                                           |
|                                                                     | James Rodríguez 28', 50' | Reporte   |         | Asistencia: 73.804 espectadores Árbitro(s): Björn Kuipers | Asistencia: 73.804 espectadores Árbitro(s): Björn Kuipers |
| Primera clasificación de Colombia a Cuartos de final de un Mundial. |                          |           |         |                                                           |                                                           |

| 15 de junio de 2018 | Egipto | 0:1 (0:0) | Uruguay                | Ekaterimburgo Arena, Ekaterimburgo                        |                                                           |
| 17:00 YEKT (UTC+5)  |        | Reporte   | José María Giménez 89' | Asistencia: 27.015 espectadores Árbitro(s): Björn Kuipers | Asistencia: 27.015 espectadores Árbitro(s): Björn Kuipers |

| 20 de junio de 2018 | Uruguay         | 1:0 (1:0) | Arabia Saudita | Rostov Arena, Rostov del Don                               |                                                            |
| 18:00 MSK (UTC+3)   | Luis Suárez 23' | Reporte   |                | Asistencia: 42.678 espectadores Árbitro(s): Clément Turpin | Asistencia: 42.678 espectadores Árbitro(s): Clément Turpin |

| 25 de junio de 2018 | Uruguay                                                    | 3:0 (2:0) | Rusia | Samara Arena, Samara                                        |                                                             |
| 18:00 SAMT (UTC+4)  | Luis Suárez 10' · Denís Chéryshev 23' · Edinson Cavani 90' | Reporte   |       | Asistencia: 41.970 espectadores Árbitro(s): Malang Diedhiou | Asistencia: 41.970 espectadores Árbitro(s): Malang Diedhiou |

| 30 de junio de 2018 | Uruguay                | 2:1 (1:0) | Portugal | Estadio Fisht, Sochi                                    |                                                         |
| 21:00 MSK (UTC+3)   | Edinson Cavani 7', 62' | Reporte   | Pepe 55' | Asistencia: 44.287 espectadores Árbitro(s): César Ramos | Asistencia: 44.287 espectadores Árbitro(s): César Ramos |

| 6 de julio de 2018 | Uruguay | 0:2 (0:1) | Francia                                    | Estadio de Nizhni Nóvgorod, Nizhni Nóvgorod               |                                                           |
| 17:00 MSK (UTC+3)  |         | Reporte   | Raphaël Varane 40' · Antoine Griezmann 61' | Asistencia: 43.319 espectadores Árbitro(s): Néstor Pitana | Asistencia: 43.319 espectadores Árbitro(s): Néstor Pitana |

| 24 de noviembre de 2022 | Uruguay | 0:0     | Corea del Sur | Estadio Ciudad de la Educación, Rayán                      |                                                            |
| 16:00 (UTC+3)           |         | Reporte |               | Asistencia: 41.663 espectadores Árbitro(s): Clément Turpin | Asistencia: 41.663 espectadores Árbitro(s): Clément Turpin |

| 28 de noviembre de 2022     | Portugal                          | 2:0 (0:0) | Uruguay | Estadio Icónico de Lusail, Lusail                           |                                                             |
| 22:00 Hora de Catar (UTC+3) | Bruno Fernandes 54', 90+3' (pen.) | Reporte   |         | Asistencia: 88.668 espectadores Árbitro(s): Alireza Faghani | Asistencia: 88.668 espectadores Árbitro(s): Alireza Faghani |

| 2 de diciembre de 2022      | Ghana | 0:2 (0:2) | Uruguay                         | Estadio Al Janoub, Al Wakrah                               |                                                            |
| 18:00 Hora de Catar (UTC+3) |       | Reporte   | Giorgian de Arrascaeta 26', 32' | Asistencia: 43,443 espectadores Árbitro(s): Daniel Siebert | Asistencia: 43,443 espectadores Árbitro(s): Daniel Siebert |

### Resultados por equipo
- Actualizado al último partido el 2 de diciembre de 2022 - Uruguay 2 - 0 Ghana.

| Selección        | PJ | PG | PE | PP | GF | GC | Dif. | M. R.      |
| ---------------- | -- | -- | -- | -- | -- | -- | ---- | ---------- |
| Alemania         | 1  | 0  | 0  | 1  | 2  | 3  | -1   | 2–3 (2010) |
| Alemania Federal | 3  | 0  | 1  | 2  | 1  | 6  | -5   | 1–1 (1986) |
| Arabia Saudita   | 1  | 1  | 0  | 0  | 1  | 0  | +1   | 1–0 (2018) |
| Argentina        | 2  | 1  | 0  | 1  | 4  | 3  | +1   | 4–2 (1930) |
| Austria          | 1  | 0  | 0  | 1  | 1  | 3  | -2   | 1–3 (1954) |
| Bélgica          | 1  | 0  | 0  | 1  | 1  | 3  | -2   | 1–3 (1990) |
| Bolivia          | 1  | 1  | 0  | 0  | 8  | 0  | +8   | 8–0 (1950) |
| Brasil           | 2  | 1  | 0  | 1  | 3  | 4  | -1   | 2–1 (1950) |
| Bulgaria         | 1  | 0  | 1  | 0  | 1  | 1  | 0    | 1–1 (1974) |
| Colombia         | 2  | 1  | 0  | 1  | 2  | 3  | -1   | 2–1 (1962) |
| Corea del Sur    | 3  | 2  | 1  | 0  | 3  | 1  | +2   | 2–1 (2010) |
| Costa Rica       | 1  | 0  | 0  | 1  | 1  | 3  | -2   | 1–3 (2014) |
| Dinamarca        | 2  | 0  | 0  | 2  | 2  | 8  | -6   | 1–2 (2002) |
| Egipto           | 1  | 1  | 0  | 0  | 1  | 0  | +1   | 1–0 (2018) |
| Escocia          | 2  | 1  | 1  | 0  | 7  | 0  | +7   | 7–0 (1954) |
| España           | 2  | 0  | 2  | 0  | 2  | 2  | 0    | 2–2 (1950) |
| Francia          | 4  | 1  | 2  | 1  | 2  | 3  | -1   | 2–1 (1966) |
| Ghana            | 2  | 1  | 1  | 0  | 3  | 1  | +2   | 2–0 (2022) |
| Hungría          | 1  | 0  | 0  | 1  | 2  | 4  | -2   | 2–4 (1954) |
| Inglaterra       | 3  | 2  | 1  | 0  | 6  | 3  | +3   | 4–2 (1954) |
| Israel           | 1  | 1  | 0  | 0  | 2  | 0  | +2   | 2–0 (1970) |
| Italia           | 3  | 1  | 1  | 1  | 1  | 2  | -1   | 1–0 (2014) |
| México           | 2  | 1  | 1  | 0  | 1  | 0  | +1   | 1–0 (2010) |
| Países Bajos     | 2  | 0  | 0  | 2  | 2  | 5  | -3   | 2–3 (2010) |
| Perú             | 1  | 1  | 0  | 0  | 1  | 0  | +1   | 1–0 (1930) |
| Portugal         | 2  | 1  | 0  | 1  | 2  | 3  | -1   | 2–1 (2018) |
| Rumania          | 1  | 1  | 0  | 0  | 4  | 0  | +4   | 4–0 (1930) |
| Rusia            | 1  | 1  | 0  | 0  | 3  | 0  | +3   | 3–0 (2018) |
| Senegal          | 1  | 0  | 1  | 0  | 3  | 3  | 0    | 3–3 (2002) |
| Sudáfrica        | 1  | 1  | 0  | 0  | 3  | 0  | +3   | 3–0 (2010) |
| Suecia           | 3  | 1  | 0  | 2  | 3  | 6  | -3   | 3–2 (1950) |
| Yugoslavia       | 2  | 1  | 0  | 1  | 7  | 4  | +3   | 6–1 (1930) |
| Checoslovaquia   | 1  | 1  | 0  | 0  | 2  | 0  | +2   | 2–0 (1954) |
| Unión Soviética  | 2  | 1  | 0  | 1  | 2  | 2  | 0    | 1–0 (1970) |
| Total            | 59 | 25 | 13 | 21 | 89 | 76 | +13  | 8–0        |

### Goleadores
- Actualizado al último partido jugado el 2 de diciembre de 2022 - Uruguay 2 - 0 Ghana.
- En negrita jugadores activos en la Selección.

| #   | Jugador                   | Mundiales              | Part. | Goles | Prom. |
| --- | ------------------------- | ---------------------- | ----- | ----- | ----- |
| 1°  | Óscar Míguez              | 1950, 1954             | 7     | 8     | 1,14  |
| 2°  | Luis Suárez               | 2010, 2014, 2018, 2022 | 16    | 7     | 0,43  |
| 3°  | Diego Forlán              | 2002, 2010, 2014       | 10    | 6     | 0,6   |
| 4°  | José Pedro Cea            | 1930                   | 4     | 5     | 1,25  |
| 5°  | Juan Alberto Schiaffino   | 1950, 1954             | 9     | 5     | 0,55  |
| 6°  | Edinson Cavani            | 2010, 2014, 2018, 2022 | 17    | 5     | 0,29  |
| 7°  | Alcides Ghiggia           | 1950                   | 4     | 4     | 1,00  |
| 8°  | Carlos Borges             | 1954                   | 5     | 4     | 0,8   |
| 9°  | Juan Peregrino Anselmo    | 1930                   | 2     | 3     | 1,5   |
| 10° | Juan Eduardo Hohberg      | 1954                   | 4     | 3     | 0,75  |
| 11° | Héctor Castro             | 1930                   | 2     | 2     | 1,00  |
| 12° | Pablo Dorado              | 1930                   | 4     | 2     | 0,5   |
| =   | Victoriano Santos Iriarte | 1930                   | 4     | 2     | 0,5   |
| 14° | Giorgian de Arrascaeta    | 2018, 2022             | 4     | 2     | 0,5   |
| =   | Julio César Abbadie       | 1954                   | 5     | 2     | 0,4   |
| 16° | José Sasía                | 1962, 1966             | 5     | 2     | 0,4   |
| 17° | Obdulio Varela            | 1950, 1954             | 7     | 2     | 0,28  |
| 18° | Luis Cubilla              | 1962, 1970, 1974       | 9     | 2     | 0,22  |
| 19° | Pablo Bengoechea          | 1990                   | 1     | 1     | 1,00  |
| =   | Ángel Rubén Cabrera       | 1962                   | 2     | 1     | 0,5   |
| =   | Daniel Fonseca            | 1990                   | 2     | 1     | 0,5   |
| 22° | Richard Morales           | 2002                   | 2     | 1     | 0,5   |
| =   | Héctor Scarone            | 1930                   | 3     | 1     | 0,33  |
| =   | Ernesto Vidal             | 1950                   | 3     | 1     | 0,33  |
| =   | Ricardo Pavoni            | 1974                   | 3     | 1     | 0,33  |
| =   | Álvaro Recoba             | 2002                   | 3     | 1     | 0,33  |
| 27° | Darío Rodríguez           | 2002                   | 3     | 1     | 0,33  |
| =   | Julio Pérez               | 1950                   | 4     | 1     | 0,25  |
| 29° | Javier Ambrois            | 1954                   | 4     | 1     | 0,25  |
| 30° | Ildo Maneiro              | 1970                   | 6     | 1     | 0,16  |
| =   | Juan Martín Mugica        | 1970                   | 6     | 1     | 0,16  |
| =   | Antonio Alzamendi         | 1986, 1990             | 6     | 1     | 0,16  |
| 33° | Enzo Francescoli          | 1986, 1990             | 8     | 1     | 0,12  |
| =   | Álvaro Pereira            | 2010, 2014             | 8     | 1     | 0,12  |
| 35° | Víctor Espárrago          | 1966, 1970, 1974       | 9     | 1     | 0,11  |
| 36° | Pedro Virgilio Rocha      | 1962, 1966, 1970, 1974 | 10    | 1     | 0,1   |
| =   | Maximiliano Pereira       | 2010, 2014             | 10    | 1     | 0,1   |
| =   | José María Giménez        | 2014, 2018, 2022       | 10    | 1     | 0,1   |
| 39° | Julio César Cortés        | 1962, 1966, 1970       | 11    | 1     | 0,09  |
| 40° | Diego Godín               | 2010, 2014, 2018, 2022 | 16    | 1     | 0,06  |
| 41° | Goles en contra           | 2018                   | 59    | 1     | 0,01  |

### Más presencias
- Actualizado al último partido jugado el 2 de diciembre de 2022 - Uruguay 2 - 0 Ghana.
- En negrita jugadores activos en la Selección.

| #  | Jugador               | Mundiales              | Partidos |
| -- | --------------------- | ---------------------- | -------- |
| 1° | Edinson Cavani        | 2010, 2014, 2018, 2022 | 17       |
| 2° | Fernando Muslera      | 2010, 2014, 2018       | 16       |
| =  | Diego Godín           | 2010, 2014, 2018, 2022 | 16       |
| =  | Luis Suárez           | 2010, 2014, 2018, 2022 | 16       |
| 5° | Ladislao Mazurkiewicz | 1966, 1970, 1974       | 13       |
| 6° | Martín Cáceres        | 2010, 2014, 2018, 2022 | 12       |
| 7° | Julio César Cortés    | 1962, 1966, 1970       | 11       |
| =  | Egidio Arévalo Ríos   | 2010, 2014             | 11       |
| 9° | Diego Forlán          | 2002, 2010, 2014       | 10       |
| =  | Pedro Virgilio Rocha  | 1962, 1966, 1970, 1974 | 10       |
| =  | Maximiliano Pereira   | 2010, 2014             | 10       |
| =  | José María Giménez    | 2014, 2018, 2022       | 10       |